# Moviment per l'Alliberament Nacional de Kamputxea
El Moviment per l'Alliberament Nacional de Kamputxea, (en francès: Mouvement pour la Liberation Nationale du Kampuchea; en anglès: Movement for the National Liberation of Kampuchea); més conegut per les seves inicials en francès, MOULINAKA, va ser una organització militar cambodjana favorable al príncep Sihanouk, formada per una banda armada l'agost de 1979 a la frontera entre Tailàndia i Cambodja.

## Història
El MOULINAKA va ser format el 31 d'agost de 1979 per Kong Sileah, un capità de l'armada durant el període de la República Khmer que havia estat a França, després de refusar l'oferta del general Dien Del d'unir-se a d'altres senyors de la guerra situats a la frontera per formar el Front d'Alliberament Nacional del Poble Khmer (FANPK). Sileah buscava una organització unida, enlloc d'un front, així com una estructura de comandament unificada. Es tracta del primer grup resistent en declarar la seva lleialtat al príncep Norodom Sihanouk, convertint-se més tard en el braç armat del partit del FUNCINPEC. MOULINAKA va rebre bona part del seu suport financer de part de la comunitat cambodjana exiliada a França, mentre que la seva base d'operacions es va situar als camps de refugiats situats a la frontera amb Tailàndia, principalment el de Nong Chan, prop d'Aranyaprathet. El MOULINAKA va ser el precedent de la més reconeguda organització paraigües coneguda com a ANS o Exèrcit Nacional de Sihanouk.
Sileah va morir, als 45 anys, el 16 d'agost de 1980, aparentment de malària, fent-se amb el control de l'organització el coronel paracaigudista Nhem Sophon. El general In Tam, posteriorment, es va fer càrrec de les operacions militars de l'ANS. El 1985 seria succeït pel fill de Sihanouk, Norodom Ranariddh.
El 1992 una escissió del partit FUNCINPEC, promoguda per Prum Neakaareach, va formar el MOULINAKA Nakator-Sou (Partit Combatent per la Llibertat Khmer). El partit va participar en les eleccions de 1993, aconseguint un escó a la província de Kampong Cham, però es va dissoldre el 1998 a conseqüència de les disputes internes.
El MOULINAKA també es va unir al Partit Popular de Cambodja de Hun Sen després de les eleccions 1993, donant l'esquena al FUNCINPEC, amb qui havia lluitat conjuntament contra el règim pro-vietnamita de la República Popular de Kamputxea, i a qui debien una posició al govern.